# Vighizzolo d’Este
Vighizzolo d'Este – miejscowość i gmina we Włoszech, w regionie Wenecja Euganejska, w prowincji Padwa.
Według danych na rok 2004 gminę zamieszkiwało 928 osób, 54,6 os./km².